# Monstrous moonshine
Monstrous moonshine, також відома як гіпотеза жахливої дурниці — несподіваний зв'язок простої скінченної групи-монстра {\displaystyle M} із модулярними функціями (зокрема, з {\displaystyle j}-інваріантом). Висунуто як гіпотезу в 1970-х роках та доведено в 1992 році.

## Назва
Monstrous moonshine також називають англійською moonshine theory, а до моменту доведення називали monstrous moonshine hypothesis.

## Історія
Перший прояв зв'язку виявив наприкінці 1970-х років Джон Маккей, який зауважив, що коефіцієнти ряду Фур'є нормалізованого {\displaystyle j}-інваріанту:
{\displaystyle j(\tau )={\frac {1}{q}}+744+196884q+21493760q^{2}+864299970q^{3}+\cdots }
({\displaystyle \tau } — відношення півперіодів, {\displaystyle q=e^{2\pi i\tau }}) є специфічними лінійними комбінаціями розмірностей {\displaystyle r_{i}} незвідних представлень групи {\displaystyle M}:
{\displaystyle {\begin{aligned}1&=r_{1}\\196884&=r_{1}+r_{2}\\21493760&=r_{1}+r_{2}+r_{3}\\864299970&=2r_{1}+2r_{2}+r_{3}+r_{4}\\20245856256&=3r_{1}+3r_{2}+r_{3}+2r_{4}+r_{5}\\&=2r_{1}+3r_{2}+2r_{3}+r_{4}+r_{6}\\333202640600&=5r_{1}+5r_{2}+2r_{3}+3r_{4}+2r_{5}+r_{7}\\&=4r_{1}+5r_{2}+3r_{3}+2r_{4}+r_{5}+r_{6}+r_{7}\\\dots \end{aligned}}} .
Джон Томпсон для пояснення феномену запропонував вивчити степеневі ряди з коефіцієнтами, що є характерами представлень монстра, обчисленими для його елементів. 1979 року Джон Конвей (який, дізнавшись про співвідношення Маккея, запропонував термін monstrous moonshine) і Саймон Нортон побудували такі функції (ряди Маккея — Томпсона), і виявили їх схожість із головними модулярними функціями, сформулювавши зміст гіпотези: кожен ряд Маккея — Томпсона відповідає певній головній модулярній функції.
1992 року гіпотезу довів учень Конвея Річард Борхердс, який згодом здобув Філдсівську премію, зокрема й за цей результат. Доведення істотно спирається на властивості деякої алгебри вершинних операторів (монстр-вершинної алгебри), для якої група-монстр є групою симетрій, і цим виявлено зв'язок твердження з теорією струн і конформною теорією поля (які ґрунтуються на алгебрах вершинних операторів).